# Bellpuig
Bellpuig è un comune spagnolo di 4 088 abitanti situato nella comunità autonoma della Catalogna.

## Amministrazione

### Gemellaggi
Bellpuig è gemellata con:
- Bormio, in Italia.